# Joan Baptiste
Joan Jeanetta Baptiste (ur. 12 października 1959 na wyspie Saint Vincent) – brytyjska lekkoatletka specjalizująca się w biegach sprinterskich, uczestniczka letnich igrzysk olimpijskich w Los Angeles (1984).

## Sukcesy sportowe
- dwukrotna medalistka mistrzostw Wielkiej Brytanii w biegu na 200 metrów – srebrna (1985) oraz brązowa (1986)[1]
- złota medalistka mistrzostw Anglii w biegu na 200 metrów (1987)[2]
- trzykrotna medalistka halowych mistrzostw Anglii w biegu na 60 metrów – dwukrotnie srebrna (1982, 1987) oraz brązowa (1984)[3]
- złota medalistka halowych mistrzostw Anglii w biegu na 200 metrów (1983)[3]

| Rok  | Miasto    | Zawody                     | Konkurencja        | Wynik         |
| ---- | --------- | -------------------------- | ------------------ | ------------- |
| 1983 | Budapeszt | halowe mistrzostwa Europy  | bieg na 200 m      | srebrny medal |
| 1983 | Helsinki  | mistrzostwa świata         | sztafeta 4 × 100 m | srebrny medal |
| 1985 | Pireus    | halowe mistrzostwa Europy  | bieg na 200 m      | 4. miejsce    |
| 1985 | Moskwa    | puchar Europy              | sztafeta 4 × 100 m | 4. miejsce    |
| 1986 | Edynburg  | igrzyska Wspólnoty Narodów | sztafeta 4 × 100 m | złoty medal   |
| 1986 | Stuttgart | mistrzostwa Europy         | sztafeta 4 × 100 m | 5. miejsce    |

## Rekordy życiowe
- bieg na 60 metrów (hala) – 7,37 – Liévin 22/02/1987
- bieg na 100 metrów – 11,32 – Zurych 24/08/1983
- bieg na 200 metrów – 22,86 – Los Angeles 09/08/1984
- bieg na 200 metrów (hala) – 23,33 – Stuttgart 23/02/1985
- bieg na 300 metrów – 36,65 – Londyn 18/08/1984